# Christopher Lima da Costa
Christopher Lima da Costa (ur. 19 stycznia 1988 w Libreville) – urodzony w Gabonie lekkoatleta z Wysp Świętego Tomasza i Książęcej, specjalizujący się w biegach sprinterskich, olimpijczyk.
W 2011 wystąpił na mistrzostwach świata w Daegu, na których odpadł w preeliminacjach biegu na 100 metrów. Był to pierwszy start tego zawodnika na światowej imprezie lekkoatletycznej, a uzyskany przez niego czas (11,61) był najlepszym w jego karierze. Rok później reprezentował swój kraj na igrzyskach olimpijskich w Londynie. Ponownie zakończył rywalizację w pierwszej fazie zmagań biegu na 100 metrów, lecz poprawił swój rekord życiowy o 0,05 s.

## Osiągnięcia
| Rok  | Impreza              | Miejsce | Konkurencja        | Lokata        | Wynik |
| ---- | -------------------- | ------- | ------------------ | ------------- | ----- |
| 2011 | Mistrzostwa świata   | Daegu   | bieg na 100 metrów | preeliminacje | 11,61 |
| 2012 | Igrzyska olimpijskie | Londyn  | bieg na 100 metrów | preeliminacje | 11,56 |
| 2013 | Mistrzostwa świata   | Moskwa  | bieg na 100 metrów | preeliminacje | 11,79 |

## Rekordy życiowe
- Bieg na 100 metrów – 11,56 (2012)